# Contaminación por pellets de plástico

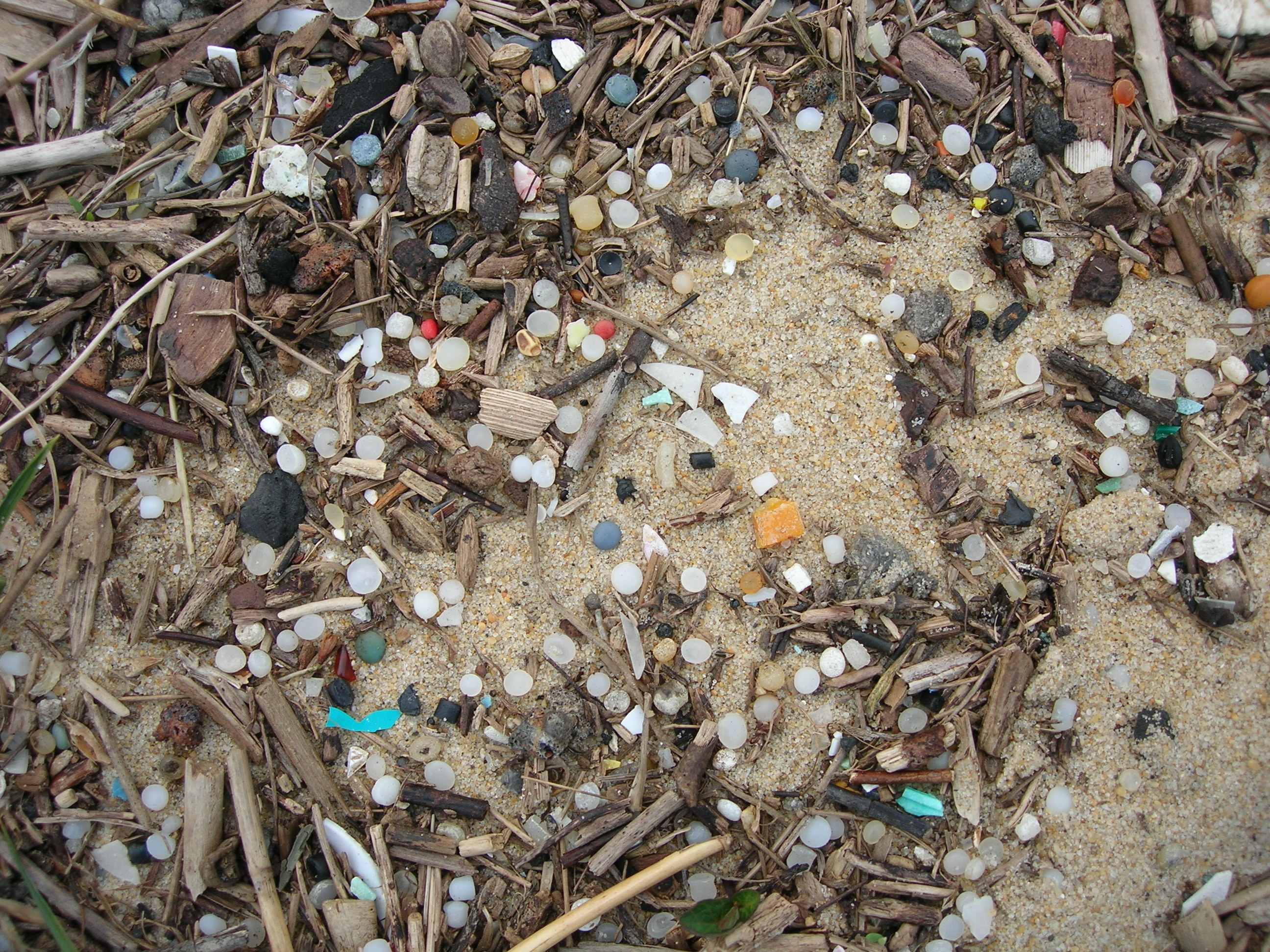
Nurdles en una playa del suroeste de Francia, 2011

La contaminación por pellets de plástico es un tipo de contaminación marina causada por desechos originados a partir de las partículas que son utilizadas en la fabricación de objetos plásticos a gran escala. Estos pellets de plástico de preproducción, —comúnmente llamados nurdles—, y los objetos plásticos de uso común se elaboran mediante procesos diferentes. Los objetos plásticos se fabrican mediante un proceso de fundición de pellets y normalmente y se producen  pérdidas de gránulos durante las etapas de fabricación y transporte. Estos plásticos se liberan al medio ambiente creando contaminación en los océanos y en las playas.

## Descripción

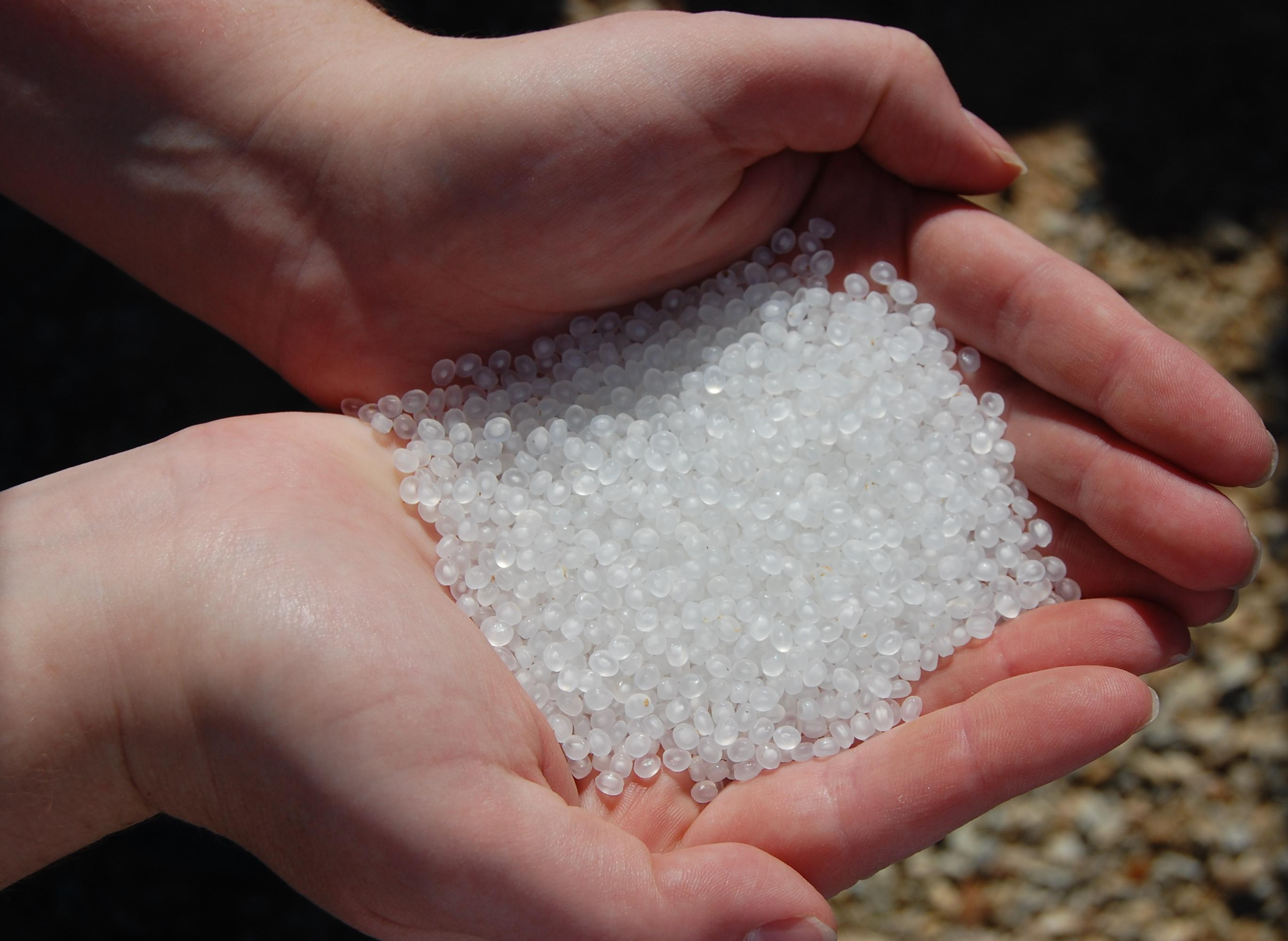
Un puñado de nurdles, derramado de un tren en Pineville, Luisiana, en los Estados Unidos

Los pellets de resina plástica se clasifican como microplásticos de fuente primaria, lo que significa que se produjeron intencionalmente en un tamaño que oscila entre 1 y 5 mm de diámetro. Hay dos tipos de microplásticos: microplásticos primarios y microplásticos secundarios. Los microplásticos primarios se liberan directamente al medio ambiente, como microesferas y pellets de plástico de preproducción. Los microplásticos secundarios se crean mediante la fotodegradación y el desgaste de piezas de plástico más grandes, como botellas de agua y redes de pesca. Los microplásticos primarios constituyen entre el 15 % y el 31 % de los microplásticos marinos.
La contaminación marina está creciendo debido a las corporaciones productoras de plástico a gran escala. En general, la producción de plástico continúa aumentando en un promedio de alrededor del 8% cada año. Debido a que se produce más plástico, más contaminación por basura terminará en las vías fluviales. Los nurdles son la segunda mayor fuente de microplásticos en el océano. Aproximadamente 27 millones de toneladas (60 millones de libras) de nurdles se fabrican anualmente en los Estados Unidos. Una libra (aproximadamente 0,45 kg) de HDPE peletizado contiene aproximadamente 25,000 nurdles (aproximadamente 20 mg por nurdle). Suelen tener menos de 5 mm (0,2 plg) de diámetro.
Un estudio sobre una planta de producción de polietileno en Suecia encontró que entre 3 y 36 millones de pellets de plástico ingresan al medio ambiente desde los sitios de producción cada año. Estos nurdles se derraman durante el transporte y la producción y, debido a las precauciones y regulaciones inadecuadas, millones de pellets de plástico terminan en las vías fluviales cercanas y, finalmente, en el océano.

## Impacto medioambiental
Los nurdles son uno de los principales contribuyentes a los desechos marinos. Durante un estudio de tres meses de las playas del condado de Orange, los investigadores descubrieron que eran el contaminante de playa más común. Se ha demostrado que los nurdles en las playas para bañarse en East Lothian, Escocia, están cubiertos con biopelículas de E. coli y Vibrio, según un estudio de 2019.
Los nurdles acuáticos pueden ser una materia prima para la producción de plástico o de trozos más grandes de plástico. Una importante concentración de plástico puede ser la gran mancha de basura del Pacífico, una creciente colección de desechos marinos conocida por sus altas concentraciones de basura plástica.
Los nurdles que escapan del proceso de producción de plástico hacia las vías fluviales o los océanos se han convertido en una fuente importante de contaminación por plástico en los océanos y las playas. La contaminación por pellets de plástico que se ha monitoreado en los estudios se encuentra principalmente en los sedimentos y las áreas de playa y suele ser de polietileno o polipropileno, los dos polímeros plásticos principales que se encuentran en la contaminación por microplásticos .
Los nurdles se han encontrado con frecuencia en el tracto digestivo de varias criaturas marinas, causando daños fisiológicos al filtrar plastificantes como los ftalatos. Los nurdles puede transportar dos tipos de microcontaminantes en el medio ambiente marino: aditivos plásticos nativos y contaminantes hidrofóbicos absorbidos del agua de mar. Por ejemplo, se encontró que las concentraciones de PCB y DDE en nurdles recolectados de las aguas costeras japonesas eran de hasta un millón de veces más alto que los niveles detectados en el agua de mar circundante.
Las microesferas de plástico utilizadas en los productos cosméticos exfoliantes también se encuentran en el agua.

## Incidentes
En la Bahía de San Francisco se realizó una limpieza costera de múltiples derrames nurdle.
En Hong Kong, después de ser arrastrados por el tifón Vicente el 24 de julio de 2012, algunos contenedores pertenecientes al gigante petrolero chino Sinopec que transportaban más de 150 toneladas de pellets de plástico fueron vertidos al mar, arrastrándose en las costas del sur de Hong Kong, como Shek O, Cheung Chau, Ma Wan y la isla de Lamma . Aunque los nurdles no son tóxicos ni peligrosos por sí solos según Sinopec, el derrame interrumpió la vida marina y se le atribuye la muerte de las poblaciones de peces en las piscifactorías.

### 2017
Un derrame de aproximadamente dos mil millones de nurdles (49 toneladas) de un contenedor marítimo en el puerto de Durban requirió esfuerzos de limpieza prolongados. Parte de esos nurdles también han sido vistos varados en la costa de Australia Occidental.
La llamada "Gran Caza del Nurdle" (The Great Nurdle Hunt) que tuvo lugar del 2 al 5 de junio de 2017 en todo el Reino Unido, llamó la atención sobre el problema de la contaminación por pellets de plástico. Un programa iniciado por Fidra, una organización benéfica ambiental escocesa, recolectó información sobre nurdles de ciudadanos de toda la región, utilizando fotos compartidas para comprender mejor la composición de la contaminación en las playas del Reino Unido. Las búsquedas de nurdles que ocurrieron a principios de 2017 determinaron que el 73% de las playas del Reino Unido estaban contaminadas por estos elementos.

### 2018
Un accidente de camión provocó la liberación de pellets de color azul brillante en Pocono Creek y las vías fluviales de Lehigh Valley, Pensilvania.

### 2020
El 20 de agosto, durante una tormenta eléctrica, un contenedor de 40 pies (12,2 m) con 25 toneladas de nurdles provenientes de Asia cayó del barco CMA CGM Bianca al río Mississippi en Nueva Orleans. No se llevó a cabo una limpieza oficial. Los derrames de materiales peligrosos están bajo la jurisdicción de la guardia costera, pero los nurdles no están clasificados como materiales peligrosos. El Departamento de Calidad Ambiental no tiene claro quién es el responsable de limpiar el derrame.

### 2021
El 2 de junio de 2021, el buque de carga  X-Press Pearl se hundió frente a las costas de Sri Lanka, derramó productos químicos y microplásticos y provocó el peor desastre ambiental en la historia del país.

### 2023
En enero de 2023, el gobierno francés anunció que tomaría acciones legales contra 'personas desconocidas' en respuesta a la gran contaminación por gránulos de plástico a lo largo de la costa de Bretaña, que se cree se originó a partir de contenedores de envío perdidos en el Océano Atlántico.
Desde diciembre de 2023, las costas del norte de España y Portugal se enfrentan a una crisis ambiental debido al vertido de millones de diminutas bolas de plástico blanco originadas por el carguero polaco Toconao, de bandera liberiana, que perdió seis contenedores de Maersk frente a Viana do Castelo (Portugal).

## Avances y soluciones actuales
De los 300 millones de toneladas de material plástico que se producen cada año, más de 14 millones de toneladas acaban en el océano y la producción de plástico sigue aumentando. La basura marina en su conjunto impone amenazas ambientales a los ecosistemas marinos y las soluciones políticas son cruciales para mejorar el océano.
- La industria del plástico ha respondido al creciente interés y preocupación por la pérdida de pellets de plástico y las fuentes de contaminación. En 2001 la Asociación de la Industria del Plástico (PLASTICS) creó Operation Clean Sweep y se unió al Consejo Estadounidense de Química con el objetivo de cero pérdida de pellets por parte de los fabricantes de plástico.[29] Este programa voluntario de administración brinda a sus miembros un manual que los guía a través de las formas en que pueden reducir la pérdida de pellets dentro de sus propias instalaciones y brinda la capacitación necesaria.[30][31] Sin embargo, el programa no requiere que las empresas conserven o informen datos sobre derrames de pellets.[32]
- En 2007, California aprobó AB 258, que estableció medidas que los fabricantes de producción de plástico de preproducción debían seguir durante la producción y el transporte de pellets de plástico.[33] Esta medida preventiva incluye inspecciones por parte del personal de la Junta de Agua Regional y Estatal y la aplicación de la producción y el transporte ordenados de plástico de preproducción para minimizar la cantidad de derrames de pellets de resina plástica.[34]
- En 2008, California aprobó una "ley nurdles", que "nombra específicamente a los pellets de plástico de preproducción (nurdles) como contaminantes".[35]
- En 2015, se aprobó la Ley de aguas libres de microesferas, que prohíbe la fabricación y distribución de microesferas de plástico primarias para productos cosméticos.[36] Esta prohibición reducirá la cantidad de pellets de plástico que terminan en los océanos al evitar que las partículas de microesferas se utilicen en productos de cuidado cosmético.[36]

## Acciones de sensibilización
El 11 de abril de 2013, con el fin de crear conciencia, la artista Maria Cristina Finucci fundó The Garbage Patch State en la UNESCO en París frente a la directora general Irina Bokova . Es el primero de una serie de eventos bajo el patrocinio de la UNESCO y del Ministerio de Medio Ambiente de Italia.
The Great Nurdle Hunt es un proyecto de ciencia ciudadana que mapea la contaminación de pellets de plástico a nivel mundial. Los datos recopilados se utilizan para comprometerse activamente con la industria y los responsables políticos a fin de desarrollar soluciones para prevenir una mayor contaminación por pellets.

## Otras lecturas
- Moore, C; S Moore; M Leecaster; S Weisberg (2001). «A Comparison of Plastic and Plankton in the North Pacific Central Gyre». Marine Pollution Bulletin 42 (12): 1297-1300. ISSN 0025-326X. PMID 11827116. doi:10.1016/S0025-326X(01)00114-X.
- Michelle Allsopp (2006). «Plastic Debris in the World's Oceans». Netherlands: Greenpeace. Archivado desde el original el 29 de enero de 2017. Consultado el 10 de diciembre de 2022.

- Datos: Q17148520